# Bernhard Gratzer
Bernhard Gratzer (* 17. Juni 1956 in Schwanenstadt) ist ein ehemaliger österreichischer Politiker (FPÖ) und Berufsoffizier. Gratzer war Landesparteiobmann der FPÖ Niederösterreich, Abgeordneter zum Nationalrat und Abgeordneter zum Landtag von Niederösterreich.

## Ausbildung und Beruf
Gratzer besuchte nach der Volksschule das Gymnasium und absolvierte danach die Theresianische Militärakademie. Er wurde 1979 zum Leutnant befördert und war zwischen 1979 und 1984 1. Offizier, Batteriekommandant und Lehroffizier an der Artillerieschule Baden. Danach war er zwischen 1984 und 1986 im Kabinett des Bundesministers für Landesverteidigung beschäftigt und war ab 1987 Referent in der Abteilung Militärische Gesamtplanung.

## Politik
Gratzer engagierte sich zunächst zwischen 1979 und 1983 im Dienststellenausschuss der 1. Panzergrenadierdivision in Baden und war ab 1987 Mitglied im Zentralausschuss beim Bundesministerium für Landesverteidigung. 1985 wurde er zum Bundesvorsitzender der Arbeitsgemeinschaft Freiheitlicher Heeresangehöriger gewählt, 1988 übernahm er zudem den Bundesvorsitz der Aktionsgemeinschaft Unabhängiger und Freiheitlicher (AUF).
In der Folge war Gratzer in der Niederösterreichischen Landespolitik aktiv, übernahm zwischen 1988 und 1998 die Funktion eines Mitglieds des Landesparteivorstandes der FPÖ Niederösterreichs, war zwischen 1990 und 1992 Landesparteiobmann-Stellvertreter und ab 1992 Landesparteiobmann der FPÖ Niederösterreich 1992–1998. Zudem vertrat Gratzer die FPÖ zwischen dem 5. November 1990 und dem 7. Juni 1993 im Nationalrat und wechselte am 7. Juni 1993 in den Niederösterreichischen Landtag, wo er gleichzeitig das Amt des FPÖ-Klubobmanns übernahm. Des Weiteren war er von 1995 bis 1997 Gemeinderat in Münchendorf.
Im Zuge der Affäre um Peter Rosenstingl wurden gegen Gratzer gerichtliche Erhebungen eingeleitet. Er erklärt in der Folge am 13. Mai 1998 seinen Mandatsverzicht per 5. Juni und wurde nach der Aufhebung seiner Immunität durch den Landtag und einer Hausdurchsuchung bei der Rückkehr aus dem Urlaub am 2. Juni verhaftet. Daraufhin widerrief Gratzer seinen Mandatsverzicht und wurde am 15. Juni aus der Haft entlassen. Gratzer wurde aus der FPÖ ausgeschlossen und war daraufhin als „wilder“ Abgeordneter im Niederösterreichischen Landtag tätig. Er trat 1999 der Partei Die Demokraten bei und war ab dem 14. Jänner deren Landesparteiobmann. Gratzer, der in der Folge für Die Demokraten auch bei der Nationalratswahl 1999 kandidierte, schied mit dem 24. April 2003 aus dem Landtag aus.
Im März 2000 wurde Gratzer im Rosenstingl-Prozess wegen Untreue zu einer teilbedingten Haftstrafe verurteilt.